# Ліс померлих
«Ліс померлих» (ісп. Bosque de los Ausentes) — іспанський меморіальний пам'ятник.
Створено на згадку про жертв терористичної атаки 11 березня 2004 в Мадриді, що загинули від рук семи терористів-смертників. Розташований біля мадридського парку Ретіро, неподалік вокзалу Аточа, на якому і сталася трагедія. Висаджено 192 дерева (22 оливи і 170 кипарисів), по одному дереву на кожного загиблого.

## Відкриття меморіалу
Церемонія відкриття відбулася 11 березня 2005. Король Іспанії Хуан Карлос I та королева Софія першими поклали гірлянди біля пам'ятника. Гірлянди були оперезані стрічкою з написом: «Усім жертвам терору» (ісп. A todas las víctimas del terrorismo) та стрічкою, забарвленою у кольори національного прапора Іспанії. На прохання родичів жертв під час церемонії не виголошувалися промови. 17-річний віолончеліст виконав мелодію Пабло Казальса El cant dels ocells («Пісня птахів»).
На церемонії були присутні глави 12 іноземних держав та міжнародних організацій.

### Учасники

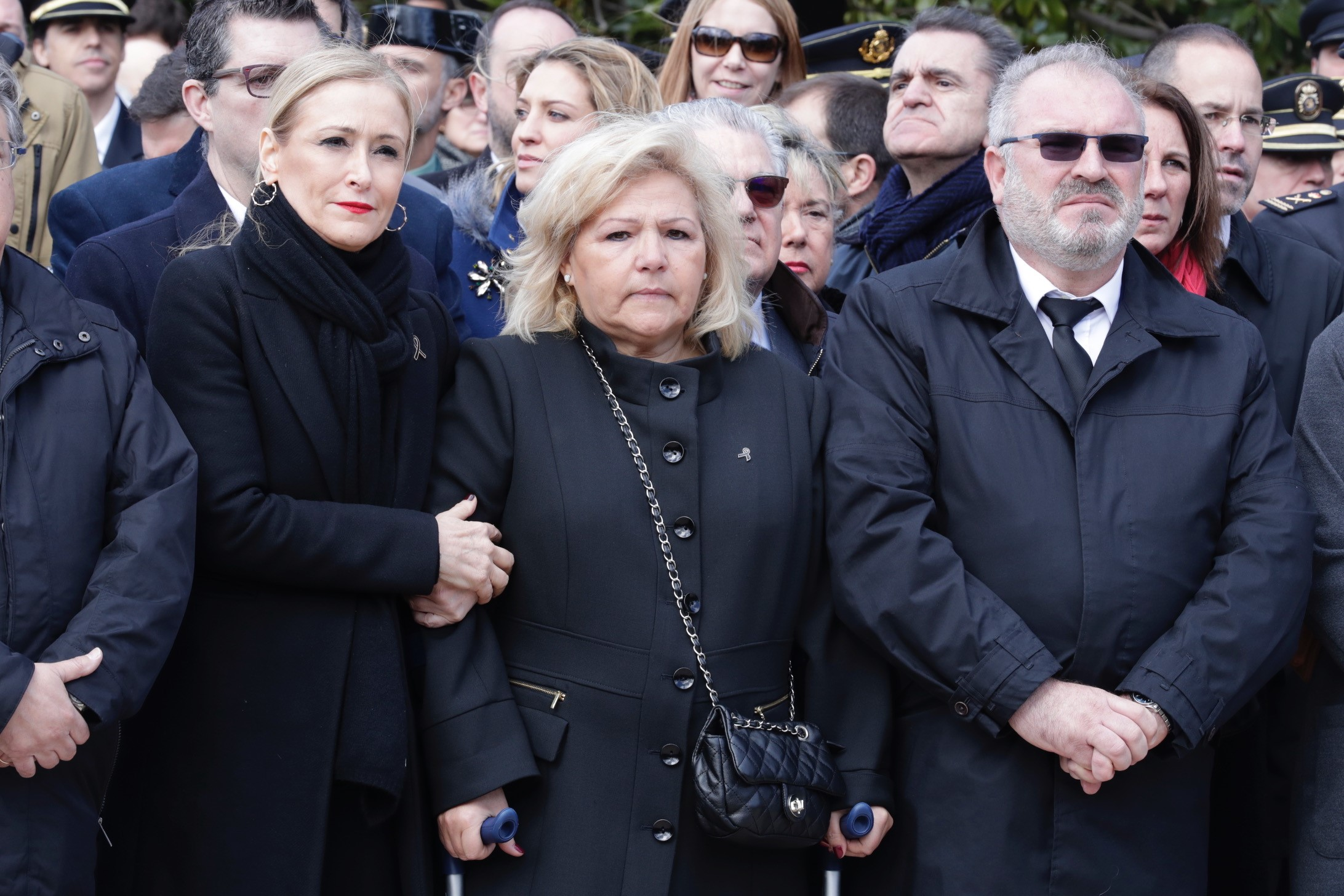
Церемонія відкриття пам'ятника, 2005

- Феліпе, принц Астурійський, зі своєю дружиною принцесою Летісією;
- Хосе Луїс Родрігес Сапатеро, голова уряду Іспанії[6];
- Кофі Аннан, генеральний секретар Організації Об'єднаних Націй;
- Мохаммед VI, король Марокко[6];
- Хамід Карзай, президент Афганістану;
- Абдулай Вад, президент Сенегалу;
- Марек Білка, прем'єр-міністр Польщі;
- Мауйя ульд Сіді Ахмед Тайя, президент Мавританії;
- Жоржі Сампайю, президент Португалії;
- Анрі, великий герцог Люксембургу;
- Хав'єр Солана, верховний представник Євросоюзу із загальної зовнішньої політики та політики безпеки;
- Жозеп Боррель, президент Європарламенту.

У церемонії брали участь також посли шістнадцяти країн, громадяни яких загинули під час серії терактів.